# 대한민국 형사소송법 제55조
대한민국 형사소송법 제55조는 피고인의 공판조서열람권등에 대한 형사소송법의 조문이다.

## 조문
제55조(피고인의 공판조서열람권등) ① 피고인은 공판조서의 열람 또는 등사를 청구할 수 있다.  <개정 1995.12.29.>
②피고인이 공판조서를 읽지 못하는 때에는 공판조서의 낭독을 청구할 수 있다.  <개정 1995.12.29.>
③전2항의 청구에 응하지 아니한 때에는 그 공판조서를 유죄의 증거로 할 수 없다.

第55條(被告人의 公判調書閱覽權등) ① 被告人은 公判調書의 閱覽 또는 謄寫를 請求할 수 있다.  <개정 1995.12.29.>
②被告人이 公判調書를 읽지 못하는 때에는 公判調書의 朗讀을 請求할 수 있다.  <개정 1995.12.29.>
③前2項의 請求에 應하지 아니한 때에는 그 公判調書를 有罪의 證據로 할 수 없다.

## 참조조문

### 형사소송법
제244조(피의자신문조서의 작성) ① 피의자의 진술은 조서에 기재하여야 한다.
②제1항의 조서는 피의자에게 열람하게 하거나 읽어 들려주어야 하며, 진술한 대로 기재되지 아니하였거나 사실과 다른 부분의 유무를 물어 피의자가 증감 또는 변경의 청구 등 이의를 제기하거나 의견을 진술한 때에는 이를 조서에 추가로 기재하여야 한다. 이 경우 피의자가 이의를 제기하였던 부분은 읽을 수 있도록 남겨두어야 한다. <개정 2007.6.1>
③피의자가 조서에 대하여 이의나 의견이 없음을 진술한 때에는 피의자로 하여금 그 취지를 자필로 기재하게 하고 조서에 간인한 후 기명날인 또는 서명하게 한다. <개정 2007.6.1>

### 형사소송규칙
형사소송규칙 제30조(공판조서의 낭독 등) 법 제55조제2항에 따른 피고인의 낭독청구가 있는 때에는 재판장의 명에 의하여 법원사무관 등이 낭독하거나 녹음물 또는 영상녹화물을 재생한다.[전문개정 2012.5.29.]

## 사례
서울중앙지법과 서울고법 형사재판부 실무관으로 근무하는 A씨와 B씨는 성폭행 혐의로 기소돼 재판을 받은 피고인의 가족에게 피해자의 인적사항이 담긴 소송기록을 등사주었는데 피고인의 가족들은 소송기록에 적힌 연락처 등을 보고 피해자에게 협박편지를 보냈고, 괴롭힘에 시달리던 피해자가 기록을 등사해 준 법원 직원을 진정한 사례가 있다.

## 판례
- 형사소송법 제55조 제1항이 피고인에게 공판조서의 열람, 등사청구권을 부여한 이유 및 피고인이 원하는 시기에 공판조서를 열람, 등사하지 못하였더라도 변론종결 전에는 이를 하였던 경우 위 공판조서의 증거능력이 있다[2]

## 참고 문헌
- 손동권 신이철, 새로운 형사소송법(초판, 2013), 세창, 2013. ISBN 9788984114081

## 같이 보기
- 대한민국 형사소송법 제244조 피의자신문조서의 작성